# Distretto di Río Grande (Ica)
Il distretto di  Río Grande è uno dei distretti della provincia di Palpa, in Perù. Si trova nella regione di Ica e si estende su una superficie di 315,52  chilometri quadrati.